# Flavio Caicedo
Flavio David  Caicedo Gracia (Esmeraldas, Ecuador; 28 de febrero de 1988), más conocido como "El Caicedo Blanco" es un futbolista ecuatoriano. Juega de centrocampista y su equipo actual es Guayaquil City  de la Serie A de Ecuador.

## Selección nacional
En 2011 participó en dos amistosos con la selección absoluta.

### Partidos internacionales
Actualizado al último partido disputado el 28 de mayo de 2011.
| \| N.° \| Fecha \| Ciudad \| Rival \| Resultado \| Resultado \| Competencia \| \| --- \| ------------------- \| ------------- \| --------- \| --------- \| --------- \| ----------- \| \| 1. \| 20 de abril de 2011 \| Mar del Plata \| Argentina \| 2-2 \| Empate \| Amistoso \| \| 2. \| 28 de mayo de 2011 \| Seattle \| México \| 1-1 \| Empate \| Amistoso \| |                     |               |           |           |           |             |
| N.° | Fecha               | Ciudad        | Rival     | Resultado | Resultado | Competencia |
| 1. | 20 de abril de 2011 | Mar del Plata | Argentina | 2-2       | Empate    | Amistoso    |
| 2. | 28 de mayo de 2011  | Seattle       | México    | 1-1       | Empate    | Amistoso    |

## Estadísticas

### Clubes
Actualizado al último partido disputado el 2 de noviembre de 2022.
| Tácito Ortiz Urriola · Ecuador                                               | 2003          | 6   | 0 | - | - | - | - | 6   | 0 |
| Tácito Ortiz Urriola · Ecuador                                               | Total club    | 6   | 0 | - | - | - | - | 6   | 0 |
| Manta F. C. · Ecuador                                                        | 2007          | 6   | 0 | - | - | - | - | 6   | 0 |
| Manta F. C. · Ecuador                                                        | Total club    | 6   | 0 | - | - | - | - | 6   | 0 |
| El Nacional · Ecuador                                                        | 2007          | 2   | 0 | - | - | - | - | 2   | 0 |
| El Nacional · Ecuador                                                        | 2008          | 4   | 0 | - | - | - | - | 4   | 0 |
| El Nacional · Ecuador                                                        | 2009          | 12  | 0 | - | - | - | - | 12  | 0 |
| El Nacional · Ecuador                                                        | 2010          | 36  | 1 | - | - | - | - | 36  | 1 |
| El Nacional · Ecuador                                                        | 2011          | 41  | 0 | - | - | - | - | 41  | 0 |
| El Nacional · Ecuador                                                        | 2012          | 35  | 0 | - | - | 2 | 0 | 37  | 0 |
| El Nacional · Ecuador                                                        | 2013          | 26  | 2 | - | - | - | - | 26  | 2 |
| El Nacional · Ecuador                                                        | Total club    | 156 | 3 | - | - | 2 | 0 | 158 | 3 |
| Barcelona S. C. · Ecuador                                                    | 2014          | 30  | 1 | - | - | 4 | 0 | 34  | 1 |
| Barcelona S. C. · Ecuador                                                    | 2015          | 8   | 0 | - | - | 1 | 0 | 9   | 0 |
| Barcelona S. C. · Ecuador                                                    | Total club    | 38  | 1 | - | - | 5 | 0 | 43  | 1 |
| Delfín S. C. · Ecuador                                                       | 2016          | 33  | 0 | - | - | - | - | 33  | 0 |
| Delfín S. C. · Ecuador                                                       | Total club    | 33  | 0 | - | - | - | - | 33  | 0 |
| Guayaquil City · Ecuador                                                     | 2017          | 25  | 0 | - | - | - | - | 25  | 0 |
| Guayaquil City · Ecuador                                                     | 2018          | 16  | 0 | - | - | - | - | 16  | 0 |
| Guayaquil City · Ecuador                                                     | 2019          | 26  | 0 | 3 | 0 | - | - | 29  | 0 |
| Guayaquil City · Ecuador                                                     | 2020          | 12  | 0 | 0 | 0 | - | - | 12  | 0 |
| Guayaquil City · Ecuador                                                     | 2021          | 17  | 0 | 0 | 0 | 1 | 0 | 18  | 0 |
| Guayaquil City · Ecuador                                                     | 2022          | 3   | 0 | 0 | 0 | - | - | 3   | 0 |
| Guayaquil City · Ecuador                                                     | Total club    | 99  | 0 | 3 | 0 | 1 | 0 | 103 | 0 |
| 9 de Octubre · Ecuador                                                       | 2022          | 7   | 0 | 5 | 0 | 0 | 0 | 12  | 0 |
| 9 de Octubre · Ecuador                                                       | Total club    | 7   | 0 | 5 | 0 | 0 | 0 | 12  | 0 |
| Total carrera                                                                | Total carrera | 345 | 4 | 8 | 0 | 8 | 0 | 361 | 4 |
| (1) Incluye datos de la Copa Libertadores, Copa Sudamericana y Copa Ecuador. |               |     |   |   |   |   |   |     |   |

## Palmarés

### Campeonatos nacionales
| Título             | Club        | País    | Año  |
| ------------------ | ----------- | ------- | ---- |
| Serie A de Ecuador | El Nacional | Ecuador | 2005 |
| Serie A de Ecuador | El Nacional | Ecuador | 2006 |